# José Ramón Saiz Viadero
José Ramón Saiz Viadero (Santander, 7 de mayo de 1941) es un escritor, historiador, conferenciante y periodista español. Se ha especializado en la historia de su comunidad natal, Cantabria, así como en la historia del cine español. También ha estudiado el periodo de la Segunda República, la Guerra Civil Española, la represión durante la posguerra y el exilio republicano español.
Fue el director de la Historia General de Cantabria (obra publicada en 1988 que, en nueve volúmenes, recogía la historia de la comunidad autónoma desde la Prehistoria hasta entonces) así como de la Biblioteca San Quintín, centrada en temas galdosianos (ambas de ediciones Tantín, un sello especializado en la publicación de libros relacionados con Cantabria). También dirigió las colecciones Guía Secreta de... y Guía sentimental de... para la editorial Júcar.
En su faceta como divulgador de la cultura de Cantabria también ha dirigido las revistas Vivir en Cantabria e Historias de Cantabria, y ha sido creador y coeditor (junto con el crítico de cómic Yexus) de la revista Viñetas de ayer y hoy (revista de periodicidad anual especializada en la divulgación del cómic en el ámbito cántabro).
Su faceta cinematográfica se remonta a finales de la década de los cincuenta, cuando se introdujo en el movimiento sociocultural de los cineclubes. Durante la Transición tuvo pequeñas apariciones en varias películas y documentales y fue  productor ejecutivo de un par de películas dirigidas por Jesús Garay. Fruto de esta relación ha desarrollado una intensa labor como divulgador y crítico cinematográfico en numerosos diarios de ámbito regional.
Vinculado a posiciones políticas de izquierda, fue el número dos de la candidatura del Partido Comunista al consistorio santanderino en las primeras elecciones democráticas, celebradas en 1979, y resultó elegido concejal para el periodo 1979-1983. Durante la siguiente década, con Juan Hormaechea como alcalde, se convirtió en asesor cultural del ayuntamiento santanderino y ocupó hasta 2011 cargos relacionados con la gestión cultural de la ciudad.

## Obra publicada
- Guía secreta de Santander (con Pedro Vallés Gómez) (Madrid, 1975, ISBN 84-251-0169-7)
- Conversaciones con Mary Loly. Cuarenta años de prostitución en España (Barcelona, 1976, ISBN 84-7175-047-3)
- Crónicas de la Guerra Civil en Santander (Santander, 1979, ISBN 84-85349-06-7)
- Crónicas republicanas: de la sublevación de Jaca al Frente Popular (Santander, 1981, ISBN 84-85623-02-9)
- Comer en Cantabria, con Eugenio Domingo (Madrid, 1981, ISBN 84-85337-45-X)
- Diccionario para uso de raqueros (Santander, 1983, ISBN 84-398-0536-5)
- El cine de los realizadores cántabros (Santander, 1990, ISBN 84-87464-28-9)
- Cantabria en el siglo XX. Política, sociedad y cultura (Santander, 1990)
- Jesús Garay, cineasta (Santander, 1990, ISBN 84-87464-20-3)
- Guía sentimental de Santander (Gijón, 1991, ISBN 84-334-1301-5)
- Cuando el cine rompió a hablar, con Manuel de la Escalera (Santander, 1991, ISBN 84-87464-43-2)
- Infancia y juventud de León Felipe (Santander, 1995, ISBN 84-87464-64-5)
- Los visitantes de San Quintín (Santander, 1995, ISBN 84-89013-63-2)
- Cuando Laredo fue Hollywood (Santander, 1997, ISBN 84-89013-23-3)
- Historia y antología de la poesía femenina en Cantabria (Santander, 1997, ISBN 84-89013-27-6)
- Mercedes Alonso y el cine, con Gabriel Porras (Santander, 2001, ISBN 84-95054-57-4)
- El exilio republicano en Cantabria (Santander, 2001, ISBN 84-600-9692-0)
- Julio Núñez, comediante, con Gabriel Porras (Santander, 2002, ISBN 84-89013-42-X)
- Santander: monumentos y motivos ornamentales (250 años) (Torrelavega , 2005, ISBN 84-95564-66-1)
- Santander, una ciudad de cine (Santander, 2005, ISBN 84-96143-45-7)
- La exhibición cinematográfica en España: de los barracones de feria a los palacios de cine (Santander, 2009, ISBN 978-84-96920-48-4)
- Crímenes nada ejemplares: la crónica negra de Cantabria (Torrelavega, 2013, ISBN 978-84-940500-5-3)
- Diccionario Cinematográfico de/en Cantabria 1896-2000 (Santander, 2013, ISBN 978-84-15484-43-1)
- Diccionario Cinematográfico de/en Cantabria 2001-2014 (Santander, 2015)